# Elizabeth Minter
Elizabeth Minter (ur. 23 sierpnia 1965) – australijska tenisistka.
26 października 1987 osiągnęła swój szczyt rankingowy, zajmując sześćdziesiąte szóste miejsce. W 1983 roku wygrała juniorski Wimbledon, pokonując w półfinale Steffi Graf. Osiągnęła czwartą rundę Australian Open w 1984. W tym samym roku zagrała w Fed Cup przeciwko Belgii i Argentynie. Wygrała turniej w Canberze w 1986 roku. Zwyciężyła w kilku turniejach deblowych WTA Tour:
- 1984 – Salt Lake City z JoAnne Russell
- 1984 – Richmond z Anne Minter

Kilkakrotnie była również w finale gry podwójnej.
Karierę sportową zakończyła w 1990 roku.